# Хадсон, Марк (музыкант)
Марк Ха́дсон (англ. Mark Hudson, 23 августа 1951, Портленд (Орегон)) — американский музыкальный продюсер, музыкант, автор-исполнитель, работающий в основном в Лос-Анджелесе и Нью-Йорке. После того как получил первоначальную известность как музыкант-исполнитель, автор-исполнитель и телеведущий в 1970-х годах как участник трио Hudson Brothers (рус. Братья Хадсон), Хадсон добился нового успеха как продюсер звукозаписи и автор песен, работая с большим количеством известных музыкантов и групп, в число которых входят Шер, Ринго Старр, Aerosmith, Scorpions, Оззи Осборн, Hanson, Гарри Нилссон и the Baha Men.